# Station Pensarn
Pensarn is een spoorwegstation van National Rail in het dorp Pensarn in het graafschap Gwynedd in Wales.
Het station werd geopend in 1867. Het is eigendom van Network Rail en wordt beheerd door Transport for Wales. Het station is een request stop, waar treinen alleen stoppen op verzoek.